# HNK Branitelj Mostar
HNK Branitelj Mostar steht für Hrvatski nogometni klub Branitelj Mostar (Kroatischer Fußballverein Verteidiger Mostar). Der Klub in Mostar wurde 1992 gegründet. Heute spielt der Verein in der 3. Liga Bosniens.

## Erfolge
- Bosnisch-herzegowinischer Fußballpokal Viertelfinale (2): 2010/11, 2011/12